# 咽喉
咽喉（Throat）是解剖学中咽（学名：Pharynx）和喉（Larynx）的总称，是消化系统和呼吸系统的一部分。
位於嘴、鼻孔後面，食道、氣管之間，具有多個孔道的囊狀區域。長約十公分。可分為三個部分：软腭以上稱為「鼻咽」；軟顎以下、會厭之上稱為「口咽」；會厭以下，喉部之上稱為「喉咽」。